# Pulmó

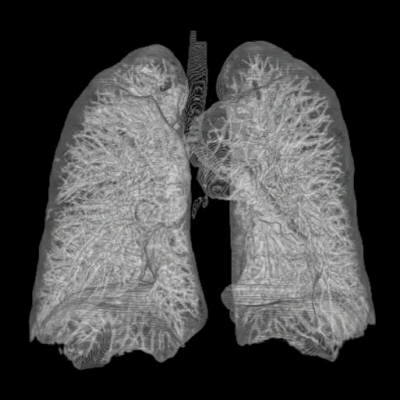
Imatge dels pulmons obtinguda amb una tomografia axial computeritzada (TAC)

El pulmó (del llatí pulmo) és l'òrgan essencial de l'aparell respiratori en molts animals que respiren aire, incloent la majoria dels tetràpodes, uns pocs peixos i alguns caragols. En els mamífers i les formes de vida més complexes, el sistema el componen dos pulmons què es troben ocupant la major part del tòrax, prop de la columna vertebral i a banda i banda del cor.
Els pulmons tenen aspecte de con formats per un teixit esponjós de color rosa grisenc. Són coberts per una membrana anomenada pleura i estan separats l'un de l'altre pel mediastí. Per una banda, el pulmó dret està dividit en tres parts, anomenades lòbuls; per l'altra, l'esquerre té només dos lòbuls.
La seva principal funció és la de transportar oxigen de l'atmosfera al torrent sanguini, i per alliberar diòxid de carboni de la sang cap a l'atmosfera. Aquest intercanvi de gasos es porta a terme en el mosaic de cèl·lules especialitzades que formen milions de petits sacs d'aire, de parets excepcionalment primes anomenats alvèols.
Tenen al voltant de 300 milions d'alvèols, que representen una superfície total del voltant de 140 m² en adults (prop de la meitat d'una pista de tennis). La capacitat pulmonar depèn de l'edat, pes i sexe i està en el rang entre 4.000-6.000 cm³. Les dones acostumen a tenir una capacitat pulmonar aproximada d'un 20% o un 25% més baixa que els homes.
La funció dels pulmons és dur a terme l'intercanvi gasós amb la sang, per això els alvèols estan en estret contacte amb capil·lars. En els alvèols es produeix el pas d'oxigen des de l'aire a la sang i el pas de diòxid de carboni des de la sang a l'aire. Aquest pas es produeix per la diferència de pressions parcials d'oxigen i diòxid de carboni entre la sang i els alvèols.
Els termes mèdics relacionats amb els pulmons solen començar per pulmo-, del llatí pulmonarius ('pulmonar'), o per neumo- (del grec πνεύμων ('pulmó').

## Anatomia i característiques

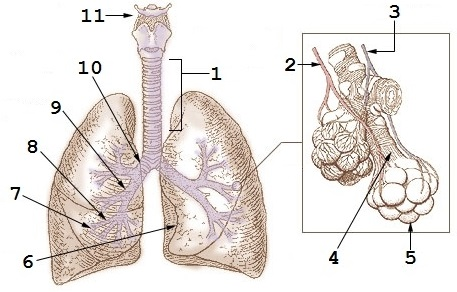
1: Tràquea 2: Artèria pulmonar 3: Vena pulmonar 4: Bronquíol terminal 5: Alvèols 6: Tall cardíac 7: bronquis terciaris o segmentats 8: Bronquis secundaris o lobals 9: Bronqui principal 10: Bifurcació traqueal o carina 11: Laringe

Els pulmons són dins de la caixa toràcica, protegits per les costelles i a ambdós costats del cor. Són òrgans buits i són coberts per una doble membrana lubricada (serosa) anomenada pleura. Estan separats l'un de l'altre pel mediastí.
La pleura és una membrana de teixit conjuntiu, elàstica que evita que els pulmons freguin directament amb la paret interna de la caixa toràcica. Té dues capes:
- la pleura parietal o externa, que recobreix i s'adhereix al diafragma i a la part interior de la caixa toràcica;
- la pleura visceral, que recobreix l'exterior dels pulmons, introduint-se en els seus lòbuls a través de les cissures. Entre ambdues capes existeix una petita quantitat, d'uns 15 cc., de líquid lubricant anomenat líquid pleural.

La superfície dels pulmons és de color rosat en els nens, i amb zones fosques distribuïdes irregularment però amb certa uniformitat en els adults. Això s'anomena antracosis i apareix amb caràcter patològic, mostrant gairebé en la totalitat dels habitants de ciutats, com a resultat de la inhalació de pols flotant en l'atmosfera que es respira, principalment carbó.
El pes dels pulmons depèn del sexe i del hemitòrax que ocupin: El pulmó dret pesa en mitjana de 600 grams i l'esquerre assoleix de mitjana els 500. Aquestes xifres són una mica inferiors en el cas de la dona (a causa del menor mida de la caixa toràcica) i una mica superiors en l'home.
El pulmó dret està dividit per dos cissures, la major i la menor, i en 3 parts anomenades lòbuls: el lòbul superior, el mitjà i l'inferior. El pulmó esquerre té dos lòbuls, el superior i l'inferior, separats per una cissura anomenada cissura major. Això és degut al fet que el cor té una inclinació obliqua cap a l'esquerra i en el sentit de darrere cap endavant; la punta inferior, l'àpex, ocupa part de l'espai del pulmó esquerre, i en redueix el seu volum.
Es descriuen en ambdós pulmons:
- un vèrtex o àpex, que corresponent a la seva part superior, i que sobrepassa l'altura de les clavícules;
- una base, a la part inferior, que es recolza en el diafragma.

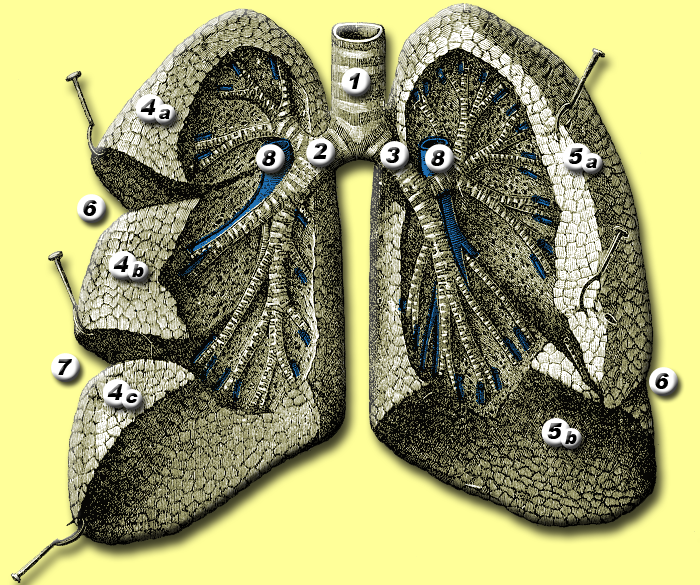
1 - Tràquea
2 - Bronqui dret
3 - Bronqui esquerre
4 - Pulmó dret
5 - Pulmó esquerre
6 - Fissura obliqua
7 - Fissura horitzontal
8 - Artèria pulmonar

La cissura major d'ambdós pulmons va des del quart espai intercostal posterior fins al terç espai anterior de l'hemidiafragma corresponent. Al pulmó dret, la cissura major separa els lòbuls superior i mitjà del lòbul inferior, mentre que en el pulmó esquerre separa els dos únics lòbuls: el superior i l'inferior. La cissura menor separa els lòbuls mitjà i inferior del pulmó dret i va des de la paret anterior del tòrax fins a la cissura major. Pot estar absent o incompleta en fins a un 25% de les persones.
A cada lòbul es distingeixen diferents segments, ben diferenciats, i corresponen a cadascun un bronqui segmentari, de la tercera generació bronquial. Existeixen diverses classificacions per anomenar els diferents segments, però la de Boyden és una de les més acceptades. Els bronquis segmentaris se subdivideixen en el bronquis pròpiament dits i els bronquíols de les generacions 12 a 16. Aquests últims no tenen cartílag i es ramifiquen en bronquíols terminals i els bronquíols respiratoris, de les generacions 17 a 19, que desemboquen en els alvèols. Els alvèols són les unitats funcionals d'intercanvi de gasos del pulmó.
La mucosa de les vies respiratòries està coberta per milions de pèls diminuts, o cilis la funció del qual és atrapar i eliminar les restes de pols i gèrmens en suspensió procedents de la respiració, evitant, en la mesura del possible, qualsevol entrada d'elements sòlids que provoquin una broncoaspiració.
Els pulmons tenen al voltant de 500 milions d'alvèols, formant una superfície total de prop de 140 m² en adults (prop de la meitat d'una pista de tennis, que en fa 261). La capacitat pulmonar depèn de l'edat, pes i sexe; oscil·la entre 4.000-6.000 cm³. Les dones solen tenir al voltant del 20-25% més baixa la capacitat pulmonar, a causa de la menor mida de la caixa toràcica.

## Fisiologia
Els pulmons tenen una funció respiratòria i d'altres més relacionades amb la funció immunològica.

### Funció respiratòria
La funció dels pulmons és dur a terme l'intercanvi gasós amb la sang, per això els alvèols estan en estret contacte amb capil·lars. En els alvèols es produeix el pas d'oxigen des de l'aire a la sang i el pas de diòxid de carboni des de la sang a l'aire. Aquest pas es produeix per la diferència de pressions parcials d'oxigen i diòxid de carboni (difusió simple) entre la sang i els alvèols.
El pulmó dels mamífers està constituït per multitud de sacs adjacents plens d'aire anomenats alvèols. Es troben interconnectats els uns amb els altres pels anomenats porus de Kohn, que permeten un moviment de l'aire col·lateral, important per a la distribució del gas. Els conductes aeris del pulmó, que no intervenen en la funció respiratòria, estan formats per cartílag i múscul llis. L'epiteli és ciliat i secreta un mucus que ascendeix pel conducte respiratori i manté tot el sistema net.
El procés de respiració en els pulmons passa travessant els gasos una barrera de difusió constituïda en els mamífers per una pel·lícula superficial aquosa, les cèl·lules epitelials que formen la paret de l'alvèol, la capa intersticial, les cèl·lules endotelials dels capil·lars sanguinis, el plasma i la membrana de l'eritròcits que capta o deixa anar el gas.
Hi ha diferents tipus de cèl·lules en l'epiteli respiratori:
- Les cèl·lules tipus I són les més abundants, formen la paret entre dos alvèols i tenen un nucli arraconat en un extrem.
- Les cèl·lules de tipus II són menys abundants, i es caracteritzen principalment per la presència d'un cos laminar en el seu interior, a més tenen vellositats en la seva superfície; són cèl·lules productores de surfactants. Els surfactants són complexos lipoproteics que proporcionen tensió superficial molt baixa en la interfase líquid-aigua, reduint així el treball necessari per a l'estirament de la paret pulmonar per la reducció de la tensió, i prevenint al seu torn el col·lapse dels alvèols.
- Les cèl·lules de tipus III són menys abundants i tenen gran quantitat de mitocondris i rivet en raspall.

A l'epiteli respiratori existeixen, a més, macròfags alveolars.

### Altres funcions
- Acció de filtre extern. Els pulmons es defensen de la intensa contaminació aèria a la qual estan exposades per acció del sistema mucociliar i fagocitari dels macròfags alveolars. La producció de moc impacten les partícules de certa mida i és produït per cèl·lules en les glàndules seromucoses bronquials i per cèl·lules caliciformes de l'epiteli bronquial.
- Sistema antiproteasa i antioxidant: tenen com a funció limitar el dany que puguin fer l'alliberament de proteases o de superòxids per part dels teixits. Els superòxids i les proteases són alliberats pels teixits per tal de provocar la lisi dels bacteris, però part d'aquest alliberament pot també afectar el teixit normal i danyar-lo teixits normals. Les antiproteases i antioxidants neutralitzen aquest excés i protegeixen el pulmó, principalment α-1-antitripsina, que succeeix als alvèols davant elements inflamatoris del sistema immunitari alveolar. Les proteases principals en el pulmó són l'elastasa, la colagenasa, la hialuronidasa i la tripsina.
- Accions metabòliques:

- Participació hormonal del sistema renina-angiotensina que regula la pressió arterial i el balanç hídric.
- Eliminació de fàrmacs.
- Equilibri àcid-base. Altera el pH de la sang, facilitant alteracions en la pressió parcial del diòxid de carboni.
- Metabolisme lipídic per l'acció del surfactant pulmonar.

- Sistema de prostaglandines les quals causen broncodilatació (prostaglandina E) o broncoconstricció (prostaglandina F, A, B i D).
- Els pulmons serveixen com un dipòsit de sang en el cos. El volum de sang dels pulmons és d'uns 450 mil·lilitres de mitjana, al voltant d'un 9 per cent del volum total de sang de tot el sistema circulatori. Aquesta quantitat pot variar fàcilment d'entre la meitat i dues vegades el volum normal. La pèrdua de sang de la circulació sistèmica per hemorràgia pot ser parcialment compensada per la desviació de la sang dels pulmons als vasos sistèmics.[8]
- Proporcionar flux d'aire per a la creació de sons vocals.
- Protecció del cor. Els pulmons flanquegen i gairebé encerclen el cor. Degut a la seva estructura proporcionen una protecció amortidora davant d'un xoc.

## Circulació pulmonar
El sistema arterial que irrigar als pulmons (artèries pulmonars i les seves ramificacions) segueix un trajecte paral·lel al de les vies respiratòries, mentre que el sistema venós és més variable i es pot disposar en diferents trajectes. Al pulmó dret la vena pulmonar inicial drena els lòbuls superior i mig, i la vena pulmonar inferior drena al lòbul inferior. Al pulmó esquerre cada vena pulmonar drena al lòbul del seu mateix nom. Cal tenir en compte que la circulació pulmonar presenta una peculiaritat respecte a la resta de la circulació sistèmica, ja que les artèries pulmonars aporten sang poc oxigenada des del ventricle dret, mentre que les venes pulmonars, després de l'intercanvi gasós als alvèols, aporten sang oxigenada cap a l'aurícula esquerra.

## Malalties i problemes dels pulmons

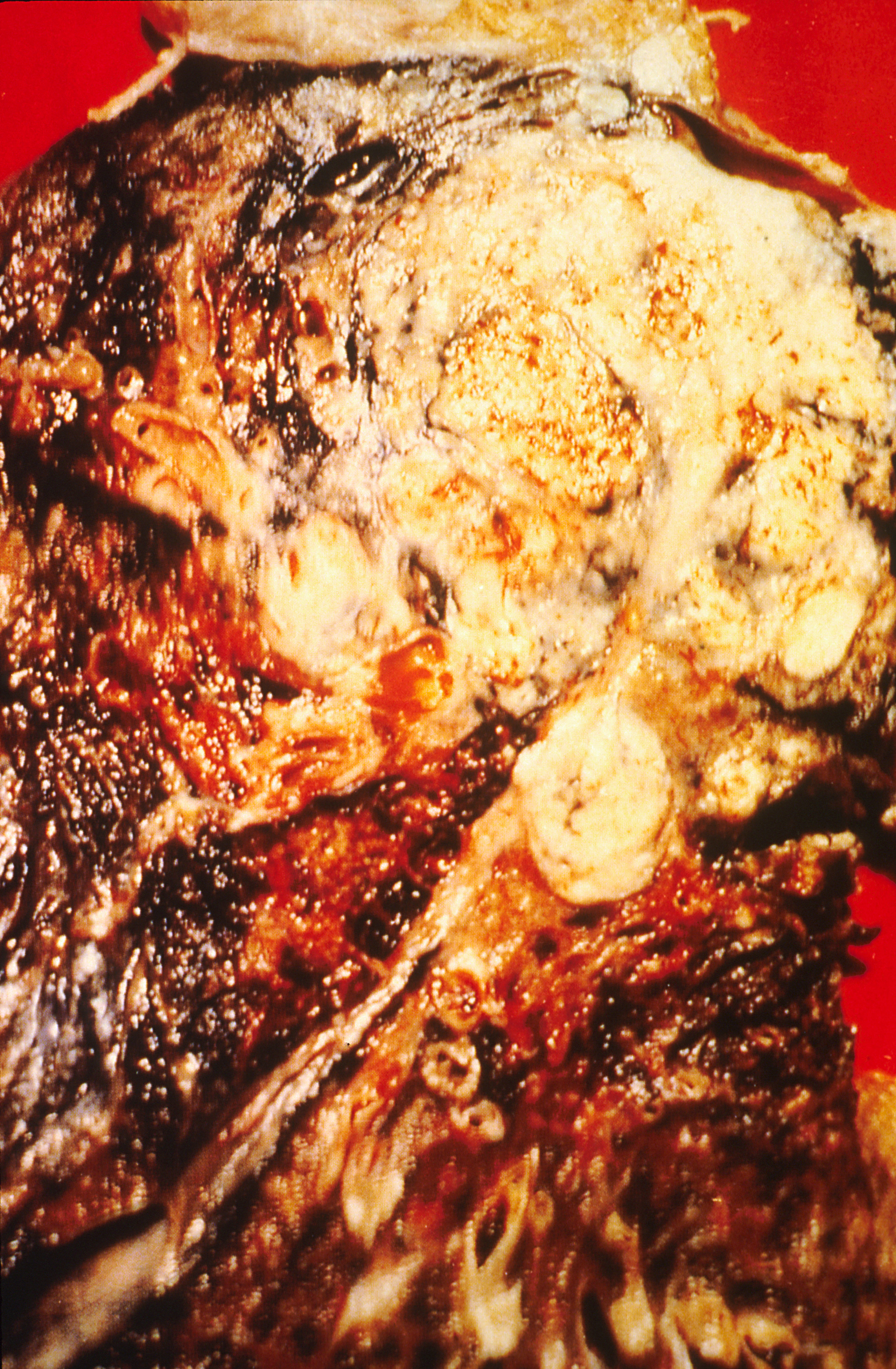
Imatge que mostra un pulmó afectat per càncer

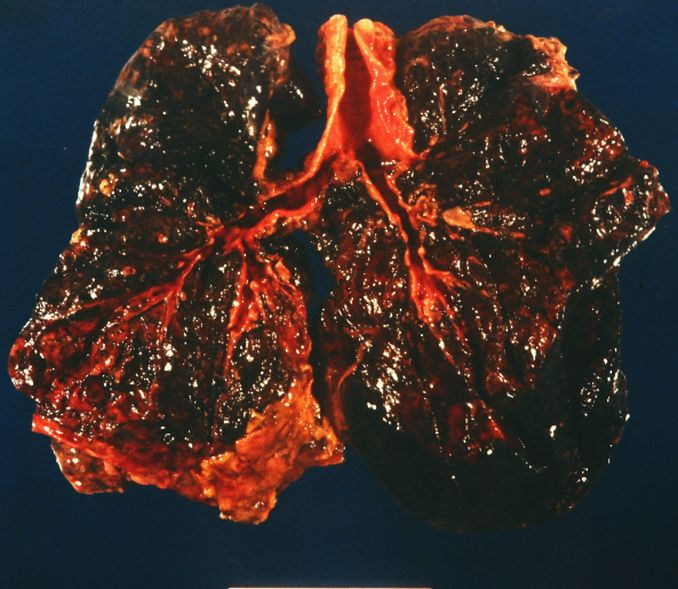
Pneumoconiosi

Es poden presentar des del naixement (com el segrest broncopulmonar), desenvolupar al llarg de la vida o després de patir una ferida. Les causes més comunes són la inhalació de gasos, fum, pols i substàncies químiques. Entre les lesions pulmonars destaquen les de caràcter inflamatori, secundàries a un germen infectat. Algunes malalties destacables són:
- Bronquitis: Quan apareix inflamació únicament en els conductes aeris de gruix calibre.
- Pneumònia: La zona inflamada es tracta d'un lòbul.
- Broncopneumònia: La zona inflamada afecta el territori d'un o més lòbuls pulmonars.
- Pneumotòrax: Es produeix per la ruptura de la pleura, entrant aire a l'espai pleural i causant un col·lapse pulmonar. Alguns símptomes són agut dolor al pit, cianosi, manca d'aire, entre d'altres.
- Alveolitis fibrosa: Malaltia que causa cicatrització i engrossiment dels alvèols. És de causa desconeguda, i en alguns casos apareix al costat de malalties com l'artritis reumatoide
- Asbestosi: És una malaltia irreversible produïda per inhalació prolongada d'asbest. Després de la inhalació, l'asbest es fixa en els pulmons produint cicatrització i engrossiment de les pleura. per això els pulmons no es contrauen ni expandeixen en forma normal.
- Tuberculosi: Es tracta d'una malaltia infecto-contagiosa que se sol contagiar per via aèria. Durant molts anys ha estat la malaltia més greu de la humanitat.
- Càncer de pulmó: és una de les malalties més greus i un dels càncer amb major incidència en l'ésser humà. Un dels principals factors de risc és el tabac.

Les pneumònies i broncopneumònies han estat durant molts segles la causa de mortalitat més important entre nens i ancians, apareixent ja d'entrada com a complicació d'una altra malaltia. En l'actualitat són un problema molt greu estadísticament, i gran part de la mortalitat senil es deu a això. Les broncopneumònies, la tuberculosi i el càncer de pulmó són les malalties pulmonars més destacades.

### Examen pulmonar mitjançant percussió
Els diferents nivells de percussió en un pacient amb malaltia de les vies respiratòries baixes mostren l'estat de patologia del pacient on:
- N: 0. El pulmó està completament sa, i no hi ha patologia.
- N: 1. Correspon a una broncopneumònia o bronquitis; ja és un estat patològic i presenta una inflamació a nivell d'arbre bronquial.
- N: 2. El pacient cursa amb una pneumònia i tant la quantitat d'aire com el grau de lesió estan a un 50%.
- N: 3. S'observen patologies com l'edema agut pulmonar que ja és greu dins aquesta situació, ja que pot passar al següent nivell i un pacient pot morir.
- N: 4. Hi ha un col·lapse dels pulmons i pot sobrevindre la mort del pacient. Tant el grau de lesió com la quantitat d'aire estan abatuts i ja no és compatible amb la vida, car genera hipòxia dins de les cèl·lules i els causa un dany irreversible.

Cal destacar que cal valorar al pacient, i aquest pot pujar o baixar de nivell d'acord amb la seva evolució o exacerbació en el quadre patològic del diagnòstic.

## Trasplantament de pulmó
El trasplantament de pulmó és una de les últimes alternatives en cas d'una insuficiència pulmonar. El pulmó donant s'obté d'una persona declarada amb mort cerebral, però que romangui amb suport vital. Els teixits han de ser el més compatible possible perquè no hi hagi rebuig. Els primers trasplantaments a pulmó foren experimentals amb gossos, xais i micos entre 1947 i 1950. El primer trasplantament a una persona es va fer l'11 de juny de 1963 pel doctor James D. Hordy a un home condemnat a mort per assassinat, anomenat John Russel.
La primera operació de trasplantament reeixida en relació amb els pulmons fou un trasplantament de cor i pulmó, efectuat pel doctor Bruce Reitz de la Universitat Stanford a una dona que tenia hipertensió pulmonar idiopàtica.
- 1983: Primer trasplantament reeixit d'un únic pulmó (Tom Hall), efectuat per Joel Cooper (Toronto)[11]
- 1986: Primer trasplantament reeixit dels dos pulmons (Ann Harrison), efectuat per Joel Cooper (Toronto)[12]
- 1988: Primer trasplantament reeixit dels dos pulmons per fibrosi quística, efectuat per by Joel Cooper (Toronto)

## Embriologia dels pulmons
Des del punt de vista embriològic, el pulmó s'origina de l'intestí anterior, a partir de l'endoderma. Ja en les primeres setmanes es forma un petit rovell de la qual es genera tot l'arbre tràqueo-bronquial. El rovell s'envolta d'un estroma que donarà origen a les estructures de sustentació. Del mateix lloc, deriva una cavitat que formarà les pleures.

## Biologia animal comparada
Es coneix com a pulmó un òrgan, en la majoria dels casos una parella, de consistència suau i membranosa que se situa dins de la cavitat toràcica dels animals vertebrats. Per exemple: en peixos (peixos pulmonar), amfibis, rèptils, aus i mamífers. Alguns animals, com els cargols (mol·luscs), tenen òrgans vascularitzat semblants, encara que més senzills, per convergència evolutiva.
Els "pulmons" dels invertebrats no són homòlegs dels pulmons dels vertebrats, ja que estan formats per la invaginació de l'ectoderma. Com a exemple pot citar els quelicerats (aranya de mar, escorpí marí) i els gastròpodes pulmonar (cargol) on és la cavitat pal·leal la qual juga el rol de pulmó, comunicant amb l'exterior per un petit orifici anomenat pneumostoma. De manera general, els pulmons permeten la respiració en un medi aeri, evitant la deshidratació.
El pulmó dels vertebrats té el seu origen embriològic en un replegament de l'esòfag. Per la qual cosa està format de l'endoderma, doblat secundàriament de la mesoderma per a la vascularització. Tots els cordats tenen en algun moment del seu cicle vital la faringe perforada "(faringotrèmia o fenedures branquials) que va sorgir en els procordats com un mecanisme d'alimentació per filtració. El sistema funciona en introduir aigua amb partícules alimentàries, les quals queden adherides a la paret de la faringe per secrecions mucoses, mentre que l'aigua torna a sortir per les fenedures faríngies. Al passar els protovertebrats d'un sistema de vida filtrador a un altre depredador, la faringe es va modificar com un aparell d'alimentació muscular, a través del qual es podia bombar aigua expandint i contraient la cavitat. En els peixos s'ha heretat aquesta faringe perforada però ja no s'utilitza per alimentar-se i els envans faringis se situen en les brànquies.

### Evolució i especialització
En el món animal, els pulmons són estructures especialment adaptades al medi terrestre i a la respiració aèria. La seva funció és emmagatzemar aire per poder filtrar i absorbir l'oxigen de l'aire. La majoria de pulmons presenten uns envans o septes que produeixen una major superfície d'intercanvi gasós i una major eficiència. Els peixos, de respiració branquial, gasten un 20% d'energia en respirar mentre que aus i mamífers només el 2%. Cal fer constar que el metabolisme d'aus i mamífers és molt més alt i necessiten alimentar-se molt més sovint.
Els peixos i amfibis realitzen l'intercanvi gasós per la pell, els pulmons i la bucofaringe. Els peixos pulmonars presenten un únic pulmó i els amfibis dos pulmons petits que tenen simplement una forma de sac, i no són molt eficients. Segons les espècies i el seu grau evolutiu, varien des d'uns sacs simples de parets llises, en els urodels, als dividits en diverses càmeres com és el cas dels anurs. Aquests pulmons tenen una sèrie de càmeres que es diuen "faveols". Introdueixen l'aire als pulmons per sobrepressió, sistema que els diferència d'aus, mamífers i rèptils que ho fan per depressió. Amb tot, la pell és el principal òrgan respiratori degut a la seva gran superfície, ja que els permet respirar de manera parcial mentre roman humida o es troben submergits. Els capgrossos, les larves d'amfibi, a causa de la seva vida aquàtica, tenen tres parells de brànquies que sobresurten del cos.
En tots els rèptils la respiració és pulmonar. Els seus pulmons presenten envans o septes, que ofereixen una major superfície d'intercanvi gasós i major eficiència. La superfície total d'intercanvi gasós està molt augmentada respecte als amfibis. Les serps (ofidis), tenen el pulmó dret allargat i funcional i el pulmó esquerre atrofiat. Les tortugues marines, a més de respiració pulmonar, tenen respiració cloacal, i per la seva cloaca vascularitzada poden prendre l'oxigen dissolt en l'aigua. Els pulmons reptilians estan típicament ventilats per una combinació de l'expansió i contracció de les costelles mitjançant els músculs axials, i bombament bucal. Els cocodrils també utilitzen el mètode del pistó hepàtic, en què el fetge és estirat cap enrere per un múscul ancorat a l'os púbic (part de la pelvis), cosa que al seu torn estira la part inferior dels pulmons cap enrere, expandint-los.
Els ocells tenen un dels sistemes respiratoris més complexos de tots els grups d'animals. Utilitzen els seus dos petits pulmons com a manxes que insuflen l'aire per depressió, i els sacs aeris. Aquests sacs aeris són grans bosses plenes d'aire i connectades amb els pulmons. Els sacs aeris estan repartits entre les vísceres de l'animal i fins i tot es prolonguen per dins dels ossos. La paret dels sacs no està vascularitzada per la qual cosa no és aquí on es produeix l'intercanvi; aquest només es produeix en els pulmons, però en certa quantitat l'aire oxigenat es difon per la pell del cos, com succeeix en aus i mamífers. Els pulmons avícoles no tenen ni alvèols ni faveols sinó una sèrie de tubs paral·lels entre si anomenats "parabronquis". L'eficàcia pulmonar és molt més gran que a la resta d'animals perquè el flux d'aire és unidireccional i no hi queda un volum d'aire residual. Cada cicle consta de dues inhalacions i dues espires. Els sacs aeris estan connectats als pulmons de tal manera que un 75% de l'aire inspirat passa de llarg per aquests i flueix directament cap als sacs posteriors, que serveixen com a reservori d'aire fresc. Quan s'expira l'aire fresc dels sacs posteriors, aquest és canalitzat cap als pulmons i és recollit en els sacs aeris anteriors. Des dels sacs, l'aire flueix directament a l'exterior. L'avantatge d'aquesta disposició és que pels pulmons sempre està passant aire oxigenat, tant en l'expiració com en la inspiració. L'aire inhalat és conduït des de la tràquea fins als bronquis, i d'aquí als pulmons. Als pulmons es troben els parabronquis, amb capil·lars per a l'hematosi; així, realitzen l'intercanvi gasós en la inspiració i exhalació. Els sacs aeris actuen també com refrigerants, disminuint la calor excessiva del cos. A nivell de la divisió de la tràquea, als bronquis hi ha un òrgan fonador anomenat siringe, que compleix la funció del cant.
Tots els mamífers, inclosos els aquàtics, són de respiració pulmonar. Es caracteritzen per tenir dos pulmons ben desenvolupats i dividits en lòbuls. Els pulmons s'allotgen a la cavitat pleural, limitats pel diafragma, que és un múscul que amb la seva distensió i contracció, assegura l'entrada i sortida de gasos. Les vies respiratòries són la tràquea que es bifurca en dos bronquis cadascun cap a un pulmó. Aquests es continuen bifurca en bronquíols i acaba en els alvèols, a la resta d'animals es diuen faveols. L'intercanvi de gasos que es produeix als alvèols s'anomena hematosi. Els alvèols són sacs cecs que estan envoltats de capil·lars sanguinis. L'emissió de sons és possible per la presència de cordes vocals a la laringe.
Entre un mamífer i un amfibi de la mateixa mida el primer té deu vegades més superfície pulmonar.